# Tim O’Donnell (Drehbuchautor)
Tim O’Donnell (geb. vor 1982) ist ein US-amerikanischer Drehbuchautor, Fernsehregisseur und Executive Producer.

## Leben
Tim O’Donnell begann seine Karriere als Drehbuchautor der Comedyserie Gloria, für die er von 1982 bis 1983 fünf Episoden schrieb. Weitere Drehbücher verfasste er in den 1980er-Jahren für die Fernsehserien Noch Fragen Arnold? (1983), Unser lautes Heim (1986–1990) und Chaos hoch zehn (1988). 1990 schrieb er die Pilotfolge für die Serie Onkel Buck, die auf dem Film Allein mit Onkel Buck von John Hughes basiert. Zusammen mit Richard Gurman ist er der Schöpfer der Sitcom Home Free mit Matthew Perry in der Hauptrolle, bei der O’Donnell sein Regiedebüt gab. Von 1995 bis 1999 schrieb und inszenierte er mehrere Episoden der Serien Die Super-Mamis, Immer Ärger mit Dave und Clueless – Die Chaos-Clique, bevor er im Jahr 2000 zum Kabelsender Disney Channel kam. Dort war er an den bekannten Jugendserien The Amanda Show, Lizzie McGuire und Phil aus der Zukunft als Regisseur beteiligt. Für die Internet-Horror-Comedy-Serie Woke Up Dead (2009), die im Juli 2012 auch im deutschsprachigen Raum bei TNT Serie ausgestrahlt wurde, inszenierte er alle 22 Episoden.
2012 schrieb er das Drehbuch zum Fernsehfilm The 4 to 9ers. Im Laufe seiner Karriere war O’Donnell auch als Executive Producer an einigen Serien beteiligt; darunter Home Free, Die Super-Mamis, Immer Ärger mit Dave, Clueless – Die Chaos-Clique und About a Girl.

## Filmografie (Auswahl)
Als Drehbuchautor
- 1982–1983: Gloria (Fernsehserie, 5 Episoden)
- 1983: Noch Fragen Arnold? (Diff’rent Strokes, Fernsehserie, Episode 6x09)
- 1986–1990: Unser lautes Heim (Growing Pains, Fernsehserie, 24 Episoden)
- 1988: Chaos hoch zehn (Just The Ten Of Us, Fernsehserie, 2 Episoden)
- 1990: Onkel Buck (Uncle Buck, Fernsehserie, Episode 1x01)
- 1993: Home Free (Fernsehserie, 13 Episoden)
- 1995: Die Super-Mamis (The Mommies, Fernsehserie, 2 Episoden)
- 1995: Immer Ärger mit Dave (Dave’s World, Fernsehserie, Episode 3x12)
- 1997–1998: Clueless – Die Chaos-Clique (Clueless, Fernsehserie, 4 Episoden)
- 2008: Army Wives (Fernsehserie, Episode 2x16)
- 2012: The 4 to 9ers (Fernsehfilm)

Als Regisseur
- 1993: Home Free (Fernsehserie, 13 Episoden)
- 1995: Die Super-Mamis (The Mommies, Fernsehserie, Episode 2x05)
- 1995–1996: Immer Ärger mit Dave (Dave’s World, Fernsehserie, 3 Episoden)
- 1997–1999: Clueless – Die Chaos-Clique (Clueless, Fernsehserie, 9 Episoden)
- 2000–2001: The Amanda Show (Fernsehserie, 3 Episoden)
- 2002: Lizzie McGuire (Fernsehserie, Episode 2x12)
- 2004: Phil aus der Zukunft (Phil of the Future, Fernsehserie, 4 Episoden)
- 2005–2006: Flight 29 Down (Fernsehserie, 4 Episoden)
- 2009: Woke Up Dead (Fernsehserie, 22 Episoden)
- 2010: Melissa & Joey (Fernsehserie, Episode 1x09)

Als Executive Producer
- 1989: Unser lautes Heim (Growing Pains, Fernsehserie, 3 Episoden, Produzent)
- 1993: Home Free (Fernsehserie, 13 Episoden)
- 1995: Die Super-Mamis (The Mommies, Fernsehserie, 13 Episoden)
- 1995–1997: Immer Ärger mit Dave (Dave’s World, Fernsehserie, 36 Episoden)
- 1997–1999: Clueless – Die Chaos-Clique (Clueless, Fernsehserie, 45 Episoden)
- 2004–2006: Phil aus der Zukunft (Phil of the Future, Fernsehserie, 7 Episoden)
- 2007: About a Girl (Fernsehserie, 7 Episoden)
- 2012: The 4 to 9ers (Fernsehfilm)